# 京急逗子線
逗子線（ずしせん）は、神奈川県横浜市金沢区の金沢八景駅と逗子市の逗子・葉山駅を結ぶ、京浜急行電鉄（京急）の鉄道路線である。駅ナンバリングで使われる路線記号はKK。
途中経路は異なるものの、品川駅・横浜駅 - 逗子・葉山駅間は、東日本旅客鉄道（JR東日本）の横須賀線品川駅・横浜駅 - 逗子駅間と競合関係にある。
終点の逗子・葉山駅（旧・新逗子駅）は、葉山御用邸などの別荘地やマリンリゾートを擁する葉山町への観光の拠点であり、京急は「葉山女子旅きっぷ」などのお得な企画乗車券を売り出している。なお、葉山町には鉄道駅はないため、最寄りの逗子・葉山駅から京浜急行バスなどでアクセスする必要がある。

## 路線データ
- 路線距離：5.9 km
- 軌間：1435 mm（金沢八景駅 - 神武寺駅間の上り線は、総合車両製作所横浜事業所（旧・東急車輛製造横浜製作所）からJR逗子駅までの回送線を併設しているため、1435 mmと1067 mmの三線軌条区間となっている）
- 駅数：4駅（起終点駅を含む）
- 複線区間：全線（ただし、逗子・葉山駅構内は単線）
- 電化区間：全線（直流1500 V）
- 閉塞方式：自動閉塞式
- 保安装置：C-ATS
- 列車無線：誘導無線方式（IR）、デジタル空間波無線方式（デジタルSR）（併用）
- 最高速度：100 km/h[1]

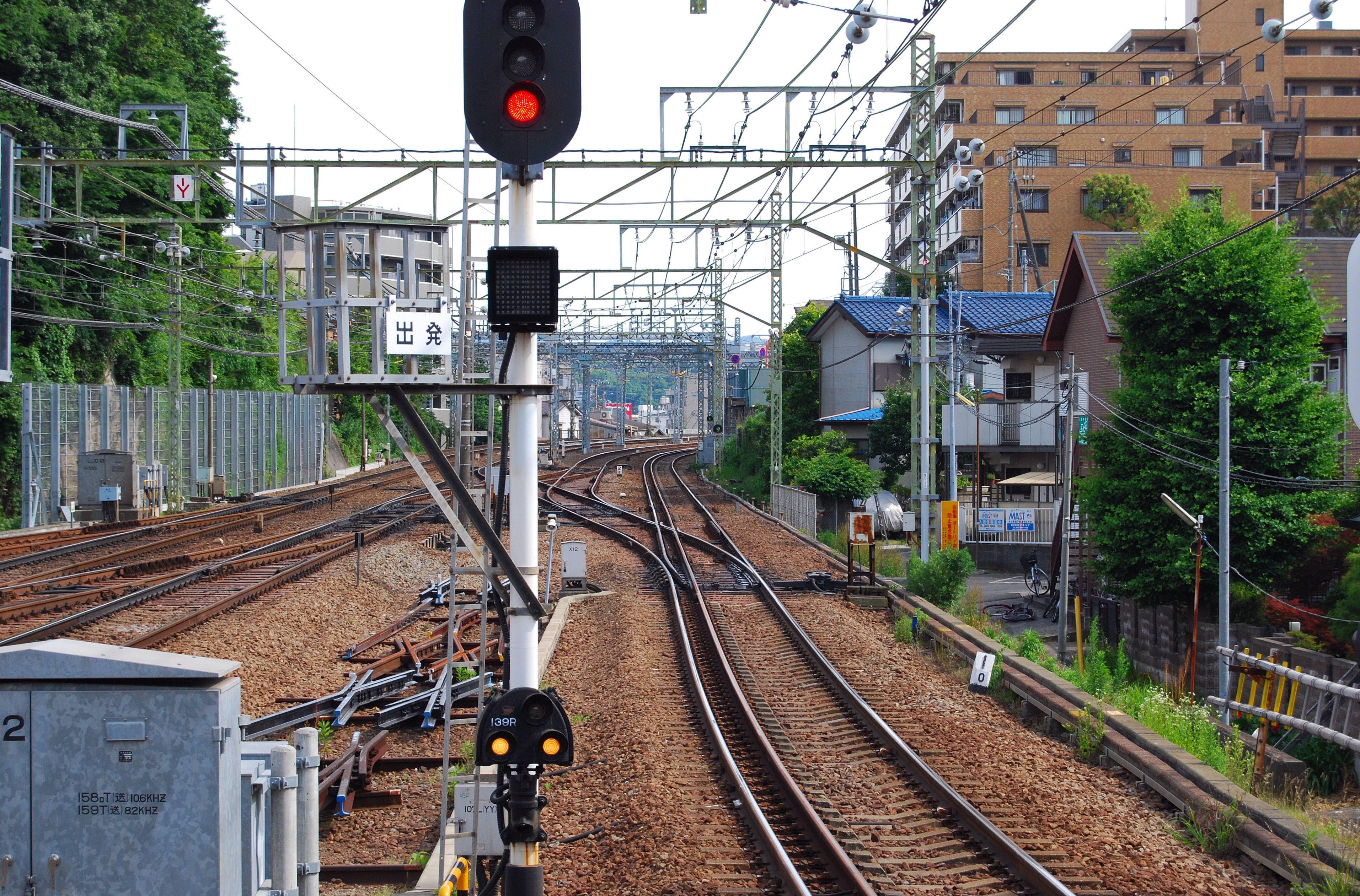
逗子線特有の三線軌条区間 （2010年6月 金沢八景駅）
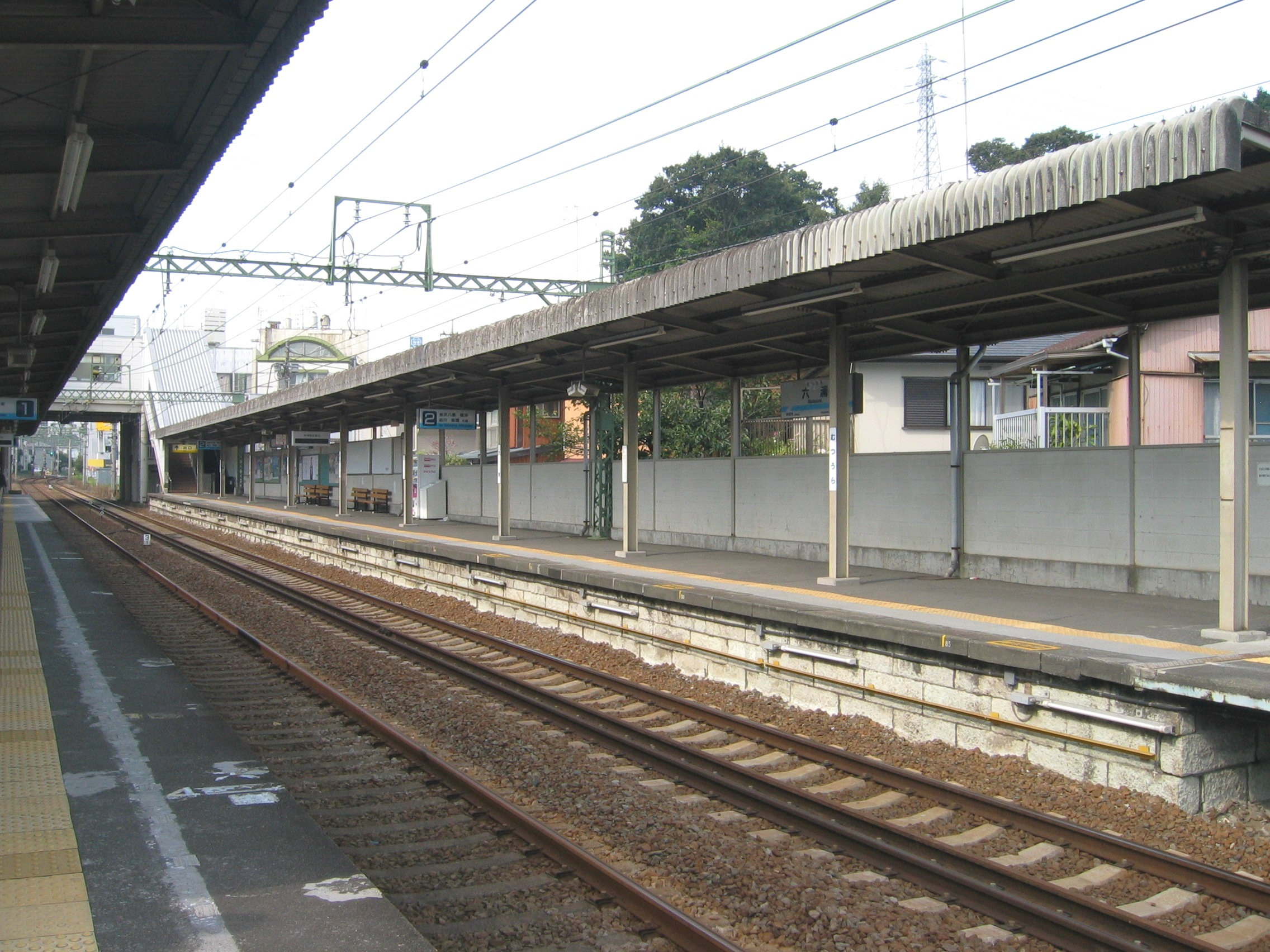
片側三線軌条区間 （2007年10月 京急六浦駅）
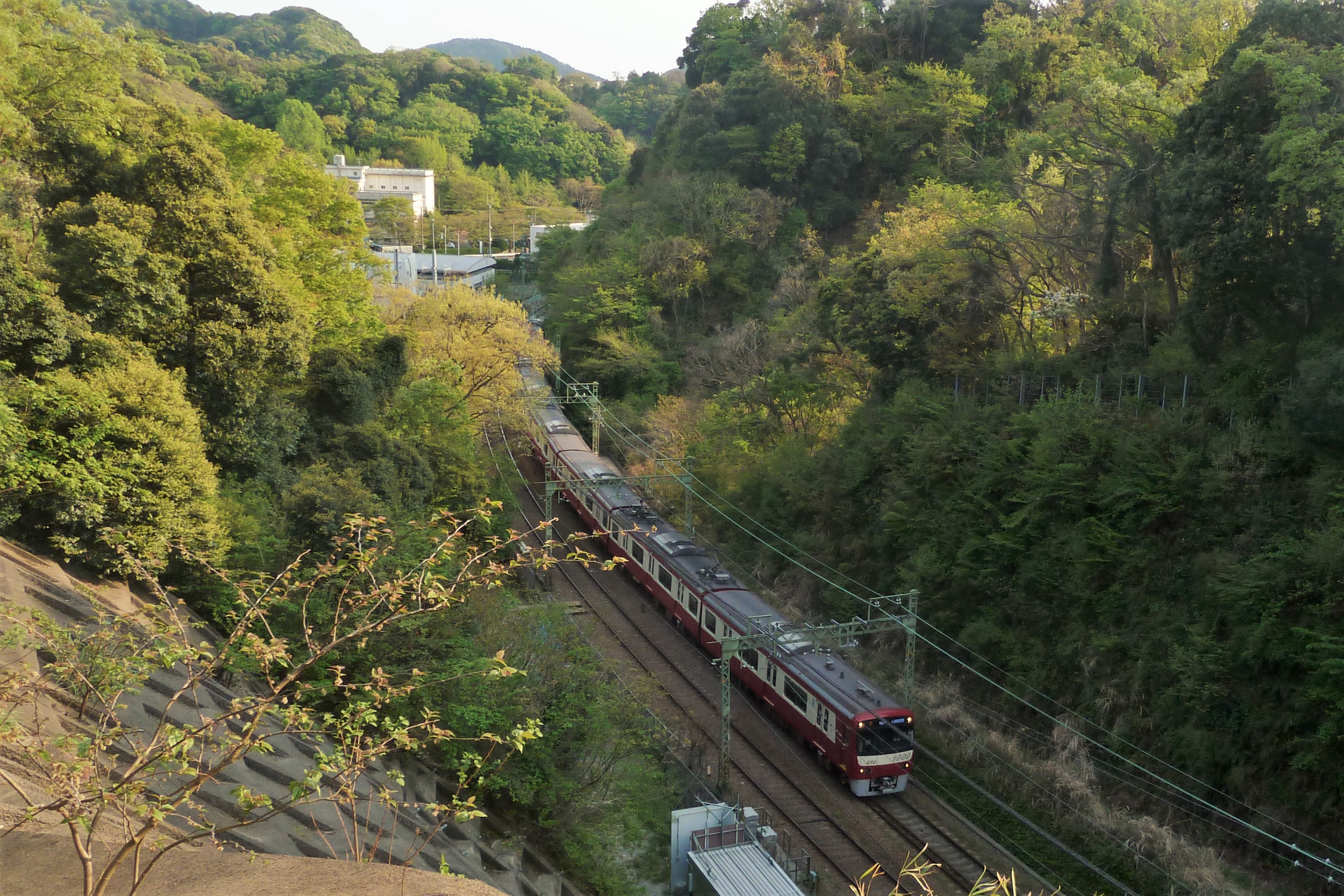
六浦駅 - 神武寺駅間（2021年4月）

## 運行形態

### 現行の列車種別

#### 特急
逗子線内は各駅に停車する。2023年11月25日改正のダイヤでは、平日は上り5本、下り4本、土休日は上下各1本が設定されている。
京急線内系統
- 逗子・葉山発着 - 羽田空港第1・第2ターミナル発着
  - 平日朝に上り3本、平日夜に下り1本が設定されている。

- 泉岳寺発逗子・葉山行き
  - 平日深夜に1本、土休日夜に1本設定されている。土休日の担当車両は都営車である。

- 逗子・葉山発神奈川新町行き
  - 土休日深夜に1本設定されている。担当車両は都営車である。

都営浅草線直通系統
- 逗子・葉山発青砥行き、京成高砂行き
  - 平日朝に上り2本が設定されている。浅草線・京成押上線・京成本線内は普通となる。京成高砂行きの担当車両は都営車である。

なお、現行の特急は1999年7月31日のダイヤ改正で設定されたものだが、過去にも1974年（夏期のみ1976年まで設定）まで特急が設定されていたことがあり、こちらは六浦駅・神武寺駅は通過していた。また、2023年11月27日のダイヤ改正までは、京成高砂行きは押上行きとして運転されていた。

#### 急行
2010年5月16日に「エアポート急行」として設定され、2023年11月25日より急行に改称された。一部を除き、空港線羽田空港方面に直通する種別で、逗子線内は各駅に停車する。日中は20分毎に運転され、羽田空港第1・第2ターミナル駅 - 逗子・葉山駅間での運転が基本だが、京成高砂発、神奈川新町発着、金沢文庫発の列車も設定されている。基本的には6両または8両で運転するが、8両に関しては都営車や4+4両（600形・1500形・新1000形）で運転される列車もある。

#### 普通
主に金沢文庫駅・金沢八景駅 - 逗子・葉山駅で運行され、品川、羽田空港第1・第2ターミナル（着のみ）、京急川崎、神奈川新町発着の列車も少数設定されている。基本的には6両または8両だが、4両で運転する列車もある。夜の金沢文庫行きは都営車も使用される。

### 過去の列車種別

#### 快特
正式名称が「快速特急」から「快特」となった1999年より、金沢文庫で品川方面発着の快特と増解結する多層建て列車として登場した。逗子線内 - 金沢文庫間は普通で運行され、金沢文庫で種別変更された。品川または羽田空港発着。羽田空港発着の列車のみ京急川崎で快特と増解結し、京急川崎 - 羽田空港間は特急として運転された。

#### 急行（旧）
1999年7月30日まで運行されていた急行は、主に京急本線内の神奈川県内での速達種別であったが、当線に直通する列車も主に京急川崎 - 新逗子（現：逗子・葉山）間で運行されていた。1999年7月31日のダイヤ改正で廃止。朝ラッシュ時には青砥・京成高砂行きおよび北総線直通の急行（土休日は品川行き）が運転され、日中は新逗子 - 金沢文庫の区間列車と本線直通急行の交互運転、夕ラッシュ時は本線直通急行が10分毎で運転されていた。廃止時点で都営車のほか、北総開発鉄道（現：北総鉄道）車や住宅・都市整備公団車（現在は千葉ニュータウン鉄道所有）も乗り入れていた。逗子線内は各駅に停車していた。

### 臨時列車

#### 「パシフィック」・「逗子」
1970年7月 - 1973年8月まで海水浴ダイヤ時に京成電鉄との乗り入れ臨時列車「パシフィック号」・「逗子号」が逗子海岸 - 京成成田駅間で運転されていた。毎年7月と8月に京急と京成の車両を3本ずつ使用して3往復ずつ運転されていた。ただし、1970年当時はパシフィック号は北行は逗子海岸発は片道1本のみであり、残りは京急久里浜駅発と浦賀駅発が片道1本ずつである。また「逗子号」も最初の1本が京成津田沼駅発であった。
この間合い運用で京成の車両（赤電）が品川 - 逗子海岸間の海水浴特急ではない臨時特急で1編成当たり3往復程度運用されていた。
当時の停車駅は京急・京成線は当時の特急停車駅と同一、都営線内は各駅であった。

#### ハイキング特急
1952年3月から1965年にかけて、休日にハイキング客輸送向けとして、「油壺」「鷹取」等の列車名で主に逗子海岸 - 品川で運転されていた。ただし、「油壺」は往路のみ逗子海岸行き、逗子から三浦半島周遊 - 復路は浦賀（後に久里浜）発だった。

## 使用車両
- 京急1000形電車 (2代)
- 京急600形電車 (3代)
- 京急1500形電車
- 東京都交通局5500形電車 (鉄道)

## 歴史
- 1930年（昭和5年）4月1日 - 湘南電気鉄道の1路線として、金沢八景駅 - 湘南逗子駅間が標準軌(1435 mm)にて開業。
- 1931年（昭和6年）4月1日 - 金沢八景駅 - 湘南逗子駅間に神武寺駅開業。路線を0.4 km延長し湘南逗子駅葉山口乗降場開設。従来の湘南逗子駅は湘南逗子駅沼間口乗降場と改称。
- 1941年（昭和16年）11月1日 - 京浜電気鉄道に統合され、同社の路線となる。
- 1942年（昭和17年）
  - 5月1日 - 京浜電気鉄道が東京急行電鉄に合併（大東急）。東急の路線（東急湘南線の一部）となる。
  - 9月1日 - 湘南逗子駅葉山口乗降場を閉鎖。路線は湘南逗子駅沼間口乗降場まで短縮し、沼間口を湘南逗子駅に改称。
- 1943年（昭和18年）
  - 2月15日 - 海軍関係者専用駅として六浦荘仮駅が金沢八景駅 - 神武寺駅間に開業。
  - 10月15日 - 金沢八景駅 - 湘南逗子駅間が単線化。
- 1944年（昭和19年）9月1日 - 神武寺駅を現在地に移転。
- 1948年（昭和23年）
  - 6月1日 - 東京急行電鉄から京浜急行電鉄が分離発足。
  - 7月3日 - 逗子海岸駅として湘南逗子駅葉山口を復活。
  - 8月16日 - 金沢八景駅 - 神武寺駅間が再複線化。
  - 9月6日 - 横浜駅 - 逗子海岸駅間の直通運転を開始。
- 1949年（昭和24年）
  - 3月1日 - 六浦荘仮駅を六浦駅として現在地に移転開業。
  - 7月10日 - 品川駅 - 逗子海岸駅間の直通運転を開始。
- 1950年（昭和25年）7月1日 - 品川駅 - 逗子海岸駅間直通の急行の運転を開始。
- 1952年（昭和27年）
  - 6月24日 - 神武寺駅 - 湘南逗子駅間が再複線化。
  - 7月6日 - 品川駅 - 逗子海岸駅間直通の特急の運転を開始。
- 1958年（昭和33年）6月 - 湘南逗子駅 - 逗子海岸駅間を複線化。
- 1963年（昭和38年）11月1日 - 湘南逗子駅を京浜逗子駅に改称。
- 1969年（昭和44年）12月9日 - 1号型ATSを設置。
- 1974年（昭和49年）
  - 2月10日 - 誘導式列車無線の使用開始。
  - 6月30日 - 品川駅 - 逗子海岸駅間の特急を廃止。
- 1976年（昭和51年）6月10日 - 平日朝ラッシュ時に、逗子海岸駅発都営地下鉄浅草線直通急行（3本）を新設。
- 1985年（昭和60年）3月2日 - 京浜逗子駅と逗子海岸駅を統合し、中間地点に新逗子駅を開設。0.2 km短縮し、現在の全長5.9 kmの路線となる。
- 1988年（昭和63年）8月1日 - 神武寺駅 - 新逗子駅間に逗子フライホイールポスト（フライホイール・バッテリー）を設置して、回生電力の貯蔵と再放出を開始[9][10]。
- 1995年（平成7年）6月20日 - 全列車の終日前照灯点灯運転を開始。室内灯も常点灯となる。
- 1999年（平成11年）7月31日 - ダイヤ改正により当線を含む京急蒲田以南の急行を廃止、北総車の乗り入れが消滅。同時に特急の運転（平日朝3往復のみ）を開始[7]。
- 2009年（平成21年）2月14日 - 保安装置をC-ATSに更新。
- 2010年（平成22年）
  - 5月16日 - エアポート急行の運転が開始され、逗子線全駅が停車駅となる。
  - 10月21日 - 駅ナンバリング開始。
- 2015年（平成27年）7月7日 - デジタル空間波列車無線（デジタルSR無線）の使用を開始[11]。
- 2020年（令和2年）3月14日 - 新逗子駅を逗子・葉山駅に改称[12]。
- 2023年（令和5年）11月25日 - エアポート急行が急行に改称[13]。

## 駅一覧
全列車が全駅に停車するため停車駅は省略。全駅神奈川県内に所在。2010年10月21日より六浦 - 神武寺間2.8kmが京急線における最長駅間距離となっている。
| 駅番号 | 駅名                           | 駅間 営業キロ | 累計 営業キロ | 累計 営業キロ | 接続路線                                                                                 | 所在地        |
| 駅番号 | 駅名                           | 駅間 営業キロ | 金沢八景 から | 品川 から     | 接続路線                                                                                 | 所在地        |
| ------ | ------------------------------ | ------------- | ------------- | ------------- | ---------------------------------------------------------------------------------------- | ------------- |
| KK50   | 金沢八景駅                     | -             | 0.0           | 40.9          | 京浜急行電鉄： 本線（品川方面直通運転） 横浜シーサイドライン：■金沢シーサイドライン (14) | 横浜市 金沢区 |
| KK51   | 六浦駅                         | 1.3           | 1.3           | 42.2          |                                                                                          | 横浜市 金沢区 |
| KK52   | 神武寺駅                       | 2.8           | 4.1           | 45.0          |                                                                                          | 逗子市        |
| KK53   | 逗子・葉山駅 【旧駅名 新逗子】 | 1.8           | 5.9           | 46.8          | 東日本旅客鉄道： 横須賀線・ 湘南新宿ライン（逗子駅：JO 06・JS 06）                       | 逗子市        |

## その他

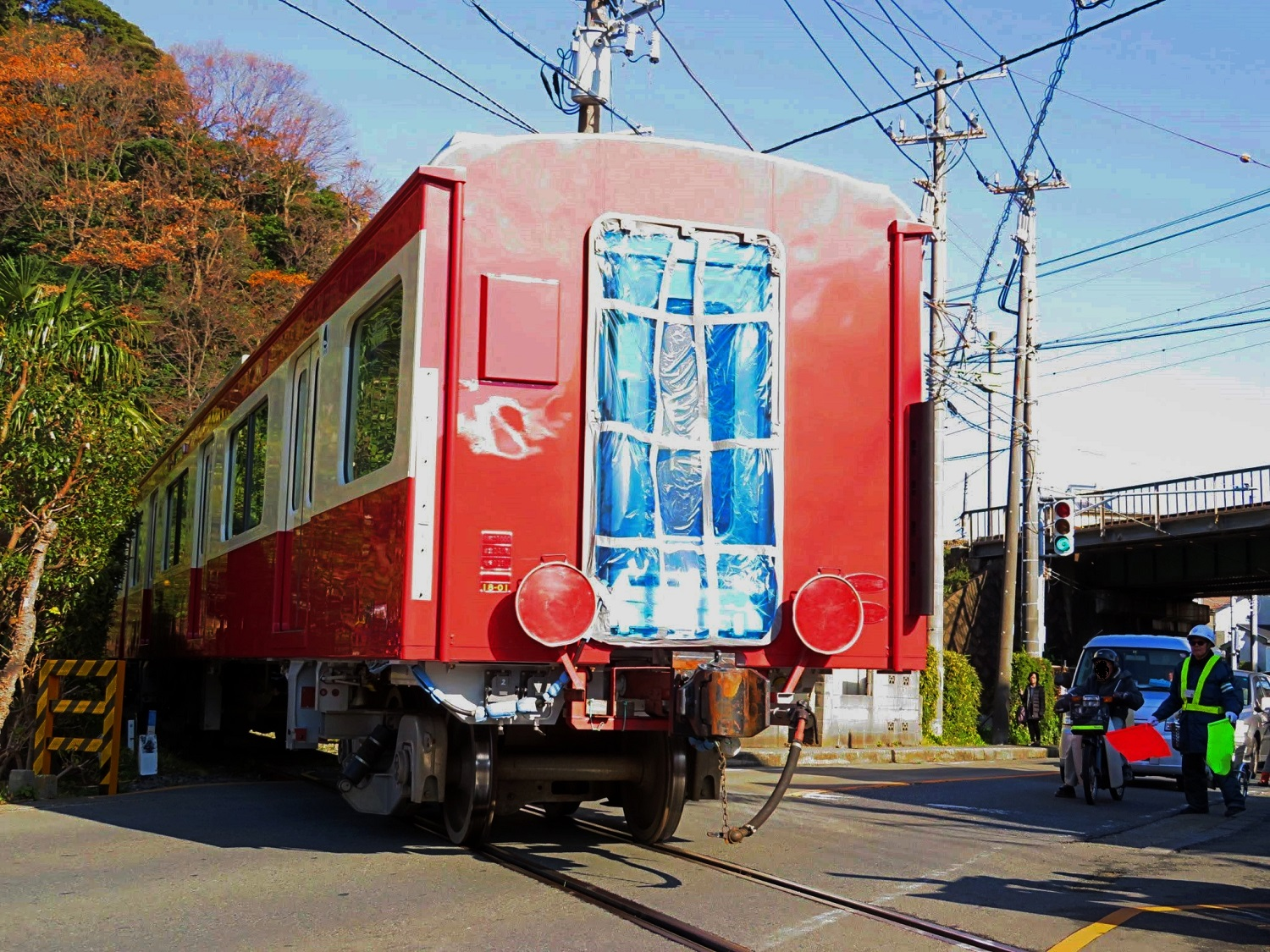
川崎重工業で製造された車輌の甲種輸送（逗子駅構内 - 神武寺駅間）

本線の金沢八景駅 - 金沢文庫駅間に隣接する総合車両製作所横浜事業所（旧・東急車輛製造横浜製作所）から甲種輸送される車両は逗子線の三線軌条を経由してJR横須賀線の逗子駅へ送り込まれる。また川崎車両で製造された京急の車両や、日本車輌製造で製造された京急の相互直通運転先である京成電鉄や北総鉄道の車両、同事業所で改造工事を行う車両が、JR横須賀線の逗子駅構内から逗子線の三線軌条を経由して横浜事業所へ送り込まれる。そのため、本来の台車ではないうえ自走ではないものの川崎車両で製造された京急の車両が最初に走る京急の線路は逗子線となる。
総合車両製作所横浜事業所 - 神武寺駅間での車両輸送は終電後に線路閉鎖の手続きを行った後に行われる。しかし東急車輛製造時代の1970年代後半には、旧型国電が解体のため日中に自力回送を行ったことがあり、1980年代前半頃では日中に列車を運休させてまで新車搬入を実施していた。
本路線には葉山町内への延伸計画があり、かつての逗子海岸駅も延伸を想定した配線となっていた。しかしながら延伸を断念し現在に至っている。この件についてNHKの「ブラタモリ」（2020年7月11日放送）の中では、逗子と葉山の境界にある桜山が葉山層群という硬い地質であり、トンネルを掘削することが困難であったためという見解が説明された。